# قانون حمایت از خانواده (۱۳۹۱)
قانون حمایت از خانواده به پیشنهاد قوه قضائیه، در جلسه هیئت دولت محمود احمدی‌نژاد در تیر ماه سال ۱۳۸۶ تصویب و به مجلس ارسال شد. بخش‌هایی از این قانون مورد انتقاد فعالان سیاسی و اجتماعی قرار گرفته‌ است و آن را در جهت تضعیف خانواده و مغایر با قانون اساسی می‌دانند؛ گرچه از بخش‌هایی از مفاد این قانون نیز به عنوان اقدامات مثبت حمایت می‌کنند. بر اساس یکی از مواد این قانون که جنجالی‌ترین بخش آن نیز هست، مردان برای ازدواج مجدد نیازی به اجازه و آگاهی همسر قبلی خود ندارند و تنها لازم است به دادگاه توانایی مالی خود برای داشتن زن جدید را اثبات کنند.
فراکسیون زنان مجلس هفتم پیشنهاد بازگرداندن لایحه به دولت را ارائه کرد که مورد قبول قرار نگرفت.
مجلس هشتم در اسفند ۱۳۹۰ لایحه را مصوب کرد و به شورای نگهبان ارسال نمود. این شورا در اردیبهشت مواد از آن را مبهم  و مواردی را خلاف شرع اعلام نمود و لایحه را جهت اصلاح به مجلس بازگرداند. سرانجام مجلس نهم با اصلاح لایحه نظر شورا را تأمین کرد و در اسفند ۱۳۹۱ لایحه به تأیید شورا رسید و تبدیل به قانون شد.

## بخش‌های جنجالی لایحه
بخش‌هایی از لایحه که مورد انتقاد قرار گرفته‌است:
- فصل اول: دادگاه خانواده
- ماده ۲- دادگاه خانواده با حضور رئیس یا دادرس علی‌البدل و دو مستشار تشکیل می‌شود که حتی المقدور یکی از مستشاران دادگاه از بانوان دارنده پایه قضایی می‌باشد. رسمیت جلسه و صدور رأی با اکثریت امکان‌پذیر است. (در قانون قبلی حضور مستشاران زن الزامی بود که این الزام برداشته‌شد)
- ماده ۱۰- ابلاغ در دادگاه خانواده می‌تواند از طریق پست، نمابر، پیام‌های تلفنی، پست الکترونیکی یا هر طریق دیگری که دادگاه مناسب با کیان خانواده تشخیص دهد صورت گیرد. در هر حال احراز صحت ابلاغ با دادگاه است.
- ماده ۱۱- دادگاه می‌تواند جهت فراهم نمودن فرصت صلح و سازش، جلسه دادرسی را به درخواست زوجین با یکی از آنان، حداکثر برای دو بار به تأخیر بیندازد.
- ماده ۱۶- (پیش از این طلاق اتباع ایرانی در کشورهای خارجی و دادگاه‌های خارجی در ایران نیز پذیرفته بود ولی اکنون این قانون حذف شده‌است و زنانی که در دادگاه‌های کشورهای دیگر طلاق گرفته‌اند به محض ورود به ایران زن شوهردار شناخته می‌شوند که تبعات قانونی خود را در پی دارد[۷])
- فصل دوم: مراکز مشاوره خانواده
- ماده ۲۲- اعضای مراکز مشاوره خانواده از کارشناسانی در رشته‌های مختلف مانند مطالعات خانواده، روانشناسی، مددکاری اجتماعی، حقوق، فقه و مبانی حقوق اسلامی انتخاب می‌شوند و لااقل نصف اعضاء هر مرکز باید از بانوان متأهل واجد شرایط باشند. سایر شرایط، تعداد اعضاء، نحوه انتخاب، گزینش، آموزش و نحوه رسیدگی به تخلفات آنان، تشکیلات، شیوه انجام وظایف و تعداد مراکز مشاوره خانواده و نیز تعرفه خدمات مشاوره و نحوه پرداخت آن به موجب آئین‌نامه‌است که ظرف مدت شش ماه از تاریخ تصویب این قانون توسط وزارت دادگستری با همکاری وزارت رفاه و تأمین اجتماعی تهیه و به تصویب رئیس قوه قضاییه می‌رسد.

تبصره ۱- جلسات مشاوره لزوماً با حضور افراد مورد اعتماد طرفین و ترجیحاً از خویشاوندان آنان برگزار می‌شود.
- فصل سوم: ازدواج
- ماده۲۲- ثبت عقد نکاح دائم، فسخ و انفساخ آن، طلاق، رجوع و اعلام بطلان نکاح و طلاق الزامی است.

تبصره: ثبت نکاح موقت تابع آیین‌نامه‌ای که به تصویب وزیر دادگستری می‌رسد.
- ماده ۲۳- اختیار همسر دائم بعدی، منوط به اجازه دادگاه پس از احراز توانایی مالی مرد و تعهد اجراء عدالت بین همسران می‌باشد.

تبصره- در صورت تعدد ازدواج چنانچه مهریه حال باشد و همسر اول آن را مطالبه نماید، اجازه ثبت ازدواج مجدد منوط به پرداخت مهریه زن اول است.
- ماده ۲۵- وزارت امور اقتصادی و دارایی موظف است از مهریه‌های بالاتر از حد متعارف و غیر منطقی با توجه به وضعیت زوجین و مسایل اقتصادی کشور متناسب با افزایش میزان مهریه به صورت تصاعدی در هنگام ثبت ازدواج مالیات وصول نماید.

میزان مهریه متعارف و میزان مالیات با توجه به وضعیت عمومی اقتصادی کشور به موجب آیین‌نامه‌ای خواهد بود که به وسیله وزارت امور اقتصادی و دارایی پیشنهاد و به تصویب هیئت وزیران می‌رسد.
- فصل چهارم: طلاق
- ماده ۳۸- در طلاق رجعی، صیغه طلاق مطابق مقررات مربوط جاری و مراتب صورتجلسه می‌شود ولی ثبت طلاق منوط به ارائه گواهی کتبی حداقل دو شاهد مبنی بر اسکان زوجه مطلقه در منزل مشترک تا پایان عده می‌باشد، مگر اینکه زن رضایت به ثبت داشته باشد در صورت تحقق رجوع، صورتجلسه طلاق ابطال و در صورت عدم رجوع صورتجلسه تکمیل و طلاق ثبت می‌شود. صورتجلسه تکمیلی به امضای سر دفتر، زوجین یا نماینده آنان و دو شاهد طلاق می‌رسد. در صورت درخواست زوجه گواهی اجرای صیغه طلاق و عدم رجوع زوج، به وی اعطاء می‌شود.
- فصل ششم: مقررات کیفری
- ماده ۴۴- چنانچه مردی بدون ثبت در دفاتر رسمی اقدام به ازدواج دایم، طلاق، فسخ و رجوع نماید، ضمن الزام به ثبت واقعه، به پرداخت مبلغ بیست میلیون تا یک صد میلیون ریال جزای نقدی و یکی از محرومیتهای اجتماعی متناسب محکوم می‌شود.
- ماده ۴۶- هر فرد خارجی بدون اخذ اجازه مذکور در ماده ۱۰۶۰ قانون مدنی با زن ایرانی ازدواج نماید، به حبس از نود و یک روز تا یک سال محکوم می‌شود. در این صورت زن چنانچه به اختیار خود ازدواج کرده باشد و ولی دختر در صورتی که ازدواج به اذن وی صورت گرفته باشد و همچنین عاقد به عنوان معاون در جرم مزبور محکوم خواهند شد.

## منتقدان
از همان آغاز که لایحه در کمیسیون فرهنگی مجلس تصویب شد، اعتراض‌های گسترده‌ای از سوی گروه‌های مختلف فعالان زن، طرفداران حقوق بشر، ناظران و تحلیلگران اجتماعی، حقوق‌دانان، چهره‌های سیاسی و برخی مراجع به این لایحه صورت گرفت. قوه قضاییه نیز خواستار بررسی دقیق‌تر این لایحه شد.

آیت‌الله یوسف صانعی در فتوایی شاذ و مخالف فتوای مشهور مراجع در پاسخ به استفتایی دربارهٔ ماده ۲۳ فصل سوم این لایحه که جنجالی‌ترین بخش آن نیز هم هست می‌گوید:
ازدواج مجدد مرد بدون اجازه همسر اول، خلاف شرع، حرام و معصیت است. در صورتی که رضایت زن اول وجود نداشته باشد، حتی اگر مرد تمکن مالی هم داشته باشد، ازدواج مجدد وی حرام است.
محمد خاتمی رئیس جمهور پیشین گفت که لایحه را ندیده‌است اما با توجه به شناختی که از هاشمی شاهرودی دارد حتماً نکات خوبی در آن هست. او در عین حال دادن حق ازدواج به صورت یکطرفه به مردان را جفا دانست.
رفعت بیات نماینده زن مجلس هفتم نیز این لایحه را خلاف نظرات روح‌الله خمینی و در جهت نابودی بنیان خانواده می‌داند.
مریم بهروزی دبیر کل جامعه زینب با ارسال نامه‌ای به مجلس مخالفت تشکل متبوعش را با این لایحه اعلام کرد و آن را خطرناک خواند. او گفت «باید موجی در رابطه با این طرح در افکار عمومی ایجاد شود تا مردم متوجه شوند که در کشور چه می‌گذرد و جامعه زینب همگام با سایر گروه‌های زنان برای دفاع از ملت به ارائه نقد و پیشنهاد در ارتباط به لایحه حمایت از خانواده می‌پردازد».
بیش از یکصد نفر از وکیلان دادگستری نامه‌ای با عنوان استمداد وکلای دادگستری از وکلای مجلس با تقاضای خارج کردن این لایحه از دستور کار مجلس شورای اسلامی برای نمایندگان مجلس ارسال کردند.

### نظرات منتقدان
- ماده ۲ شامل تبعیض جنسیتی علیه زنان در شغل قضاوت است، و علاوه بر این، منتقدان معتقدند که دادخواهی زنان را سخت‌تر کرده‌است چرا که باید با چهار مرد طرف باشد که یکی از این مردان هنوز شوهر او است و سه مرد دیگر در مقابلش نشسته و به قضاوت می‌پردازند.[۷]
- ماده۴ (نشوز و تمکین زوجین): منتقدان می‌گویند در حالی که در بسیاری از کشورهای پیشرفته، عدم توجه به تمایلات زن و اقدام به داشتن رابطهٔ جنسی علی‌رغم «نه» گفتن زنان، حتی در یک رابطهٔ زناشویی تجاوز و جرم محسوب می‌شود، در ایران مرد می‌تواند به دادگاه رفته و از زن شکایت کند که چرا تمکین نمی‌کند. به این ترتیب تجاوز مرد به زن در رابطهٔ زناشویی از حمایت قانونی برخوردار می‌شود.[۷]
- ماده ۱۶: پیش از این طلاق اتباع ایرانی در کشورهای خارجی و دادگاه‌های خارجی در ایران نیز پذیرفته بود ولی اکنون این قانون حذف شده‌است و زنانی که در دادگاه‌های کشورهای دیگر طلاق گرفته‌اند به محض ورود به ایران زن شوهردار شناخته می‌شوند که تبعات قانونی خود را در پی دارد.[۷]
- در ماده ۲۵ مهریه‌ای که هنوز پرداخت نشده، درآمد زن محسوب شده و برای آن مالیات در نظر گرفته شده‌است. منتقدان این قانون معتقدند دولت باید مشکلات مهریه را با جایگزین کردن خدمات اجتماعی و تأمین مالی برای زنان مطلقه حل کند، اما در این قانون فقط مهریه را که تنها پشتوانهٔ مالی بسیاری از زنان است بدون هیچ جایگزینی از آنان می‌گیرد.[۷]

ماده‌های ۱۱، ۱۷، ۱۹، ۲۰، ۲۱، ۳۰، ۳۱، ۳۸ که هدف آن‌ها «تحکیم مبانی خانواده و جلوگیری از افزایش اختلافات خانوادگی به ویژه طلاق» بیان شده‌است: نظر برخی منتقدان بر این است که در حالی که فشارهای اقتصادی و اجتماعی و روانی موجود در جامعه از عوامل مهم طلاق به‌شمار می‌آیند، راه حل حکومت برای کاهش آمار طلاق، دشوارتر و طولانی‌تر کردن روند قانونی آن است. این امر بیشتر به زیان زنان خواهد بود، چرا که آنان باید محدودیت‌هایی را که قانون برای زنان شوهردار تعیین می‌کند، سال‌ها پس از تصمیم به طلاق نیز همچنان تحمل کنند، تا رأی قطعی صادر شود.
دیگر موارد مورد اعتراض در این لایحه شامل عدم برابری زن و مرد در حق حضانت فرزند، سن ازدواج، محدودیت‌های ازدواج زنان ایرانی با مردان غیرایرانی می‌شود. همچنین تعدادی از حقوق زنان که هیچ ذکری از آنان به میان نیامده است.

## جدال دولت و قوه قضائیه
همزمان با بالاگرفتن انتقادات از این طرح قوه قضائیه نیز نسبت به مواد اضافه شده از سوی دولت به این لایحه انتقاد کرد. علیرضا جمشیدی سخنگو و معاون رئیس قوه قضائیه در مقاله‌ای که در پاسخ به غلامحسین الهام، سخنگوی دولت احمدی‌نژاد، در روزنامه جمهوری اسلامی منتشر ساخت، گفت که اساساً دخالت دولت در لوایحی که از سوی قوه قضائیه ارسال می‌گردد و تغییر دادن آن خلاف قانون اساسی است
گرچه انتقادات فعالان حقوق بشر و مدافع حقوق زنان تنها مواد اضافه شده از سوی دولت را شامل نشده و سایر قسمت‌های لایحه را نیز شامل می‌شود.

## بررسی لایحه در مجلس
مجلس کلیات طرح را تصویب کرد. اما اعتراضات گسترده سبب شد تا در کمیسیون قضایی مجلس بندهایی از جمله ۲۳ و ۲۵ حذف گردد. حجت‌الاسلام علی شاهرخی رئیس کمیسون قضایی مجلس هشتم در این باره گفت: «حذف این دو ماده را اعلام کردیم تا اگر مجلس به بررسی لایحه ای می‌پردازد، بدون وجود چنین موادی باشد که خانواده‌ها را نگران نکند و خانواده‌ها بدانند ما نسبت به مسائل آنها بی‌توجه نیستیم. اگر شرایط برای ازدواج مجدد همین باشد (توان مالی و کسب اجازه از دادگاه) قطعاً خانواده‌ها در معرض فروپاشی قرار می‌گیرند، لذا اینکه بدون محدودیت و شروط کافی به مرد اجازه ازدواج مجدد داده شود (طبق این ماده) آن را منطقی و معقول ندانستیم و لذا رای به حذف آن دادیم.»